# Ян Шеппнер
Ян Шеппнер (нім. Jan Schöppner, нар. 12 червня 1999, Гомберг) — німецький футболіст, центральний півзахисник клубу «Гайденгайм».

## Ігрова кар'єра
У 2012 році Шеппнер приєднався до молодіжної команди клубу «Верль», де через шість років був переведений до першої команди, що грала в Регіональній лізі. В сезоні 2019/20 у складі «Верля» Шеппнер дістався 1/8 фіналу Кубка Німеччини.
У серпні 2020 року як вільний агент Ян Шеппнер перейшов до клубу Другої Бундесліги — «Гайденгайм». 20 вересня 2020 року у матчі проти «Айнтрахта» з Брауншвейга Шеппнер дебютував на професійному рівні. Вигравши турнір Другої Бундесліги в сезоні 2022/23 Шеппнер разом з клубом підвищився до Першої Бундесліги. Дебют Шеппнера у вищому дивізіоні відбувся 26 серпня 2023 року, коли він вийшов на заміну у матчі проти «Гоффенгайма».
У сезоні 2024|25 Шеппнер зіграв свої перші матчі в єврокубках — в кваліфікації та на ліговому етапі Ліги конференцій.

## Досягнення
Гайденгайм
- Переможець Другої Бундесліги: 2022/23